# Castillejo-Sierra
Castillejo-Sierra ist eine zentralspanische Gemeinde (municipio) mit 33 Einwohnern (Stand: 2024) im Norden der Provinz Cuenca in der Autonomen Region Kastilien-La Mancha. 

## Lage und Klima
Castillejo-Sierra liegt auf der Westseite des Iberischen Gebirges in einer Höhe von ca. 990 m. Die Provinzhauptstadt Cuenca befindet sich gut 37 Kilometer (Fahrtstrecke) südlich. 
Das Klima im Winter ist gemäßigt, im Sommer dagegen warm bis heiß. Regen (615 mm/Jahr) fällt das ganze Jahr über.

## Bevölkerungsentwicklung
| Jahr      | 1970 | 1981 | 1991 | 2001 | 2011 | 2021 |
| Einwohner | 106  | 59   | 66   | 47   | 33   | 28   |

## Sehenswürdigkeiten

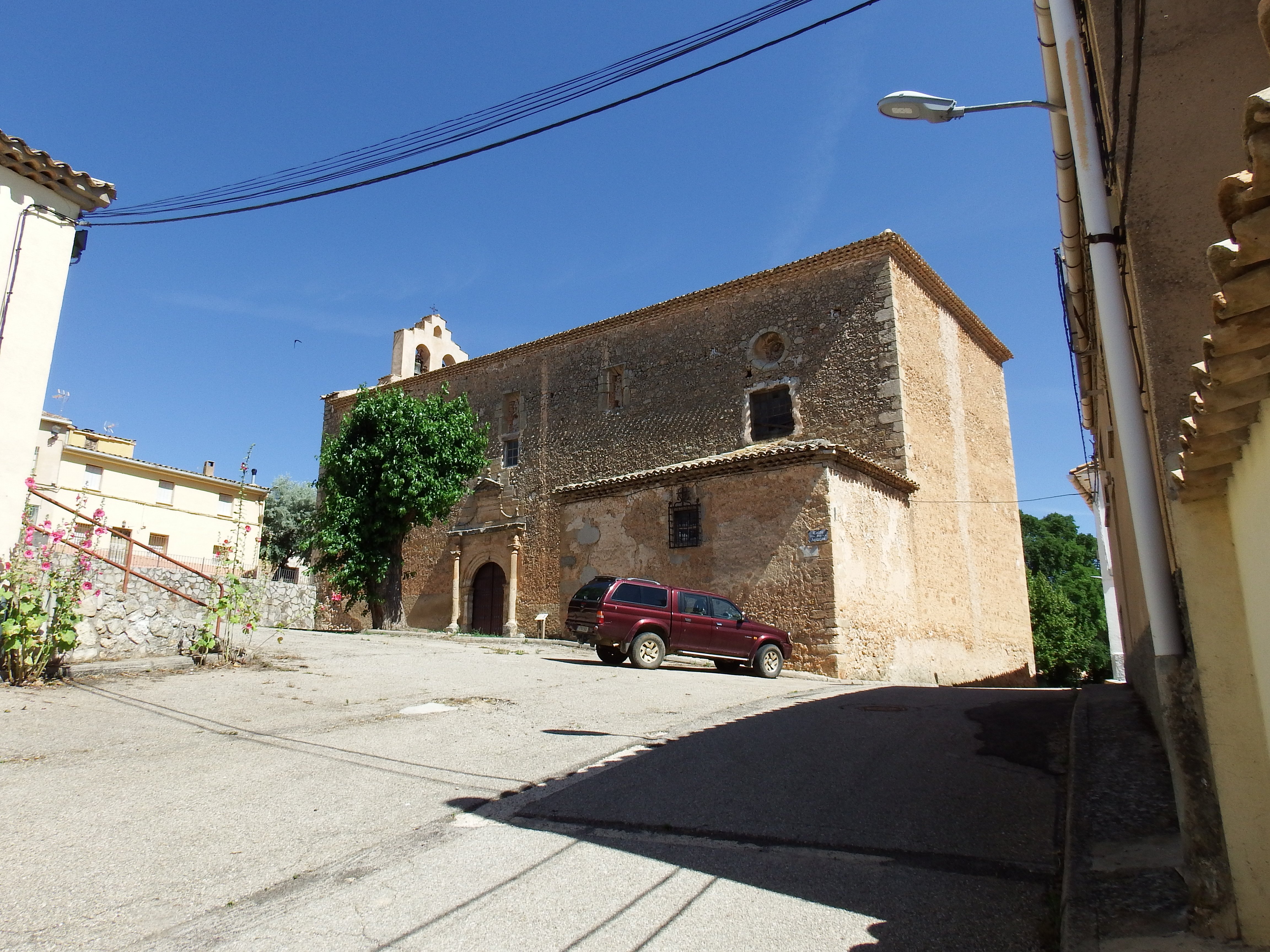
Kirche Mariä Geburt
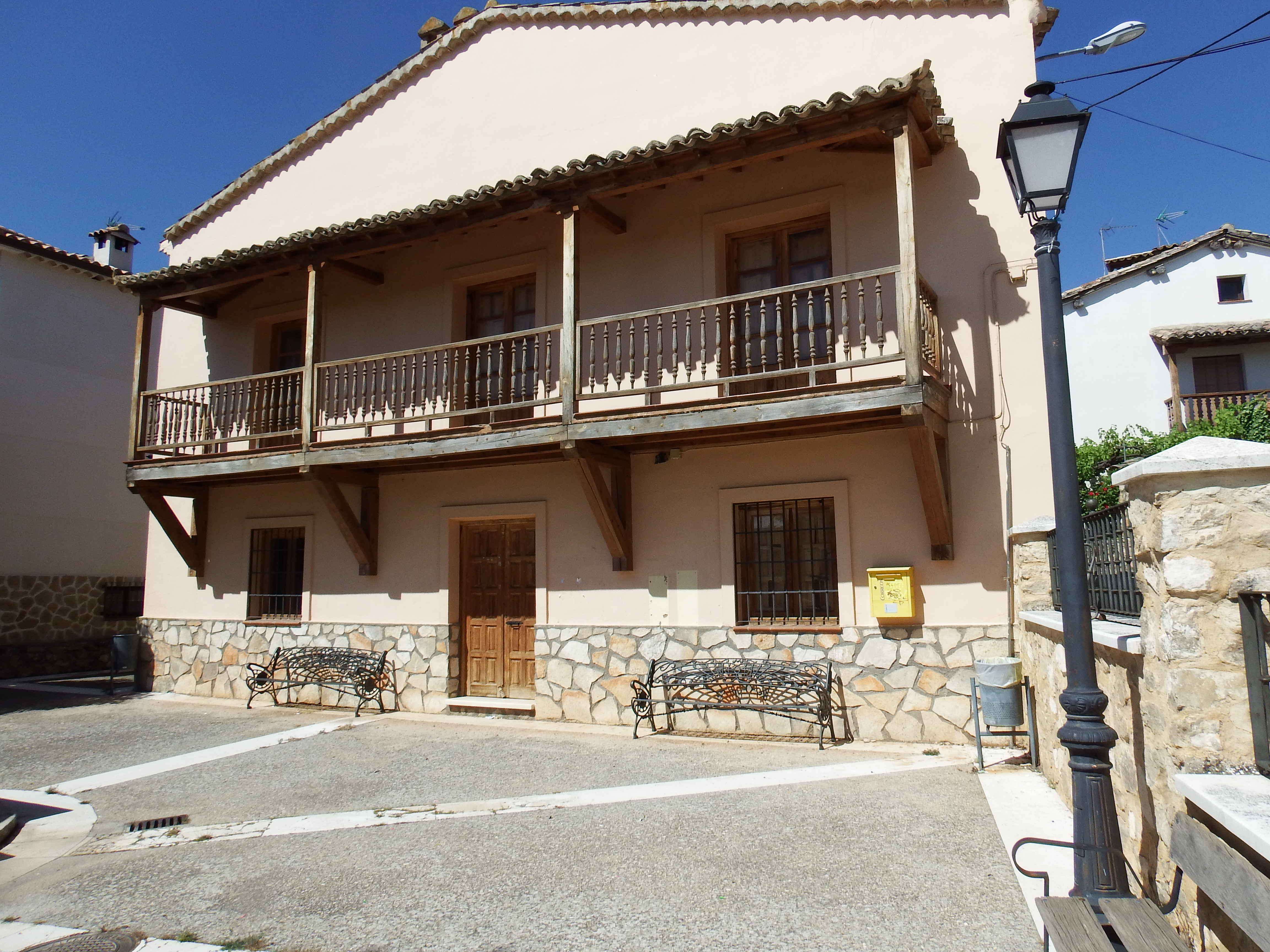
Rathaus

- Kirche Mariä Geburt
- Rathaus